# Tantilla nigra
Tantilla nigra (чорна багатоніжкова змія) — вид змій родини полозових (Colubridae). Ендемік Колумбії.

## Поширення і екологія
Чорні багатоніжкові змії відомі з типової місцевості, розташованої в муніципалітеті Кондото в департаменті Чоко, на висоті 91 м над рівнем моря. Вони живуть у вологих тропічних лісах.